# موسى هامبتون تود
موسى هامبتون تود (بالإنجليزية: Moses Hampton Todd)‏ هو محامي أمريكي، ولد في 31 أغسطس 1845 في فيلادلفيا في الولايات المتحدة، وتوفي بنفس المكان في 7 نوفمبر 1935.